# Walster
Die Walster ist ein kleiner Fluss in den Türnitzer Alpen in der Nähe von Mariazell in der Steiermark.

## Lauf
Der Wasserzulauf der Walster gründet sich aus der Weißen Walster und der Schwarzen Walster. Die Walster entwässert die Walstern (Tal der Weißen Walster), das Fadental (Schwarze Walster) sowie als vereinigter Lauf den Rechengraben an der Ostseite der Bürgeralpe.
Der Fluss hat eine Länge von 6,2 km und mündet im Unteren Halltal vor der Salzaklamm von rechts in die Salza.

## Hubertussee
Im Lauf der Weißen Walster existiert der ca. 15 ha große Hubertussee. Dessen Staumauer befindet sich wenige Meter oberhalb der Einmündung des Fadentales. Der See wurde anlässlich der Silberhochzeit des damaligen Jagdherren Arthur Krupp im Jahr 1906 angelegt und war das Geschenk von Margret Krupp an ihren jagdbegeisterten Mann. Damit wurde ein größeres Fischgebiet geschaffen. Heute findet man im Hubertussee und der Walster Seeforelle, Bachforelle, Regenbogenforelle sowie die Äsche.

## Freizeit und Kultur
Das Gebiet entlang der Walster gehört den Österreichischen Bundesforsten. Das gesamte Tal der Walster ist ein Naturschutzgebiet. Es befinden sich hier ausgedehnte Jagd- und Fischreviere.
Die nach 1900 errichteten Denkmale zeugen davon, dass sich im damals im Besitz von Arthur Krupp befindlichen Tal u. a. auch Kaiser Franz Joseph I., Graf Morzin und der preußische Militär Karl-Ulrich von Bülow zum Jagen aufhielten. Der Kaiser besichtigte sein Denkmal bei einem Besuch am 24. September 1910 sogar selbst und hielt sich danach im Jagdhaus von Arthur Krupp am Hubertussee auf.
Am Ufer des Hubertussees befindet sich die Bruder-Klaus-Kirche (erbaut 1966–1967), die dem heiligen Niklaus von Flüe geweiht ist.
Die Walster wird bei höheren Wasserständen auch von Kajakfahrern genutzt.
Auf Grund seiner gut erhaltenen Natur drehte Kurt Mündl über den ganzen Jahresablauf im Jahr 2010 einen Dokumentarfilm mit dem Titel Das stille Tal – Naturpfade zum Hubertussee, der im ORF ausgestrahlt wurde.

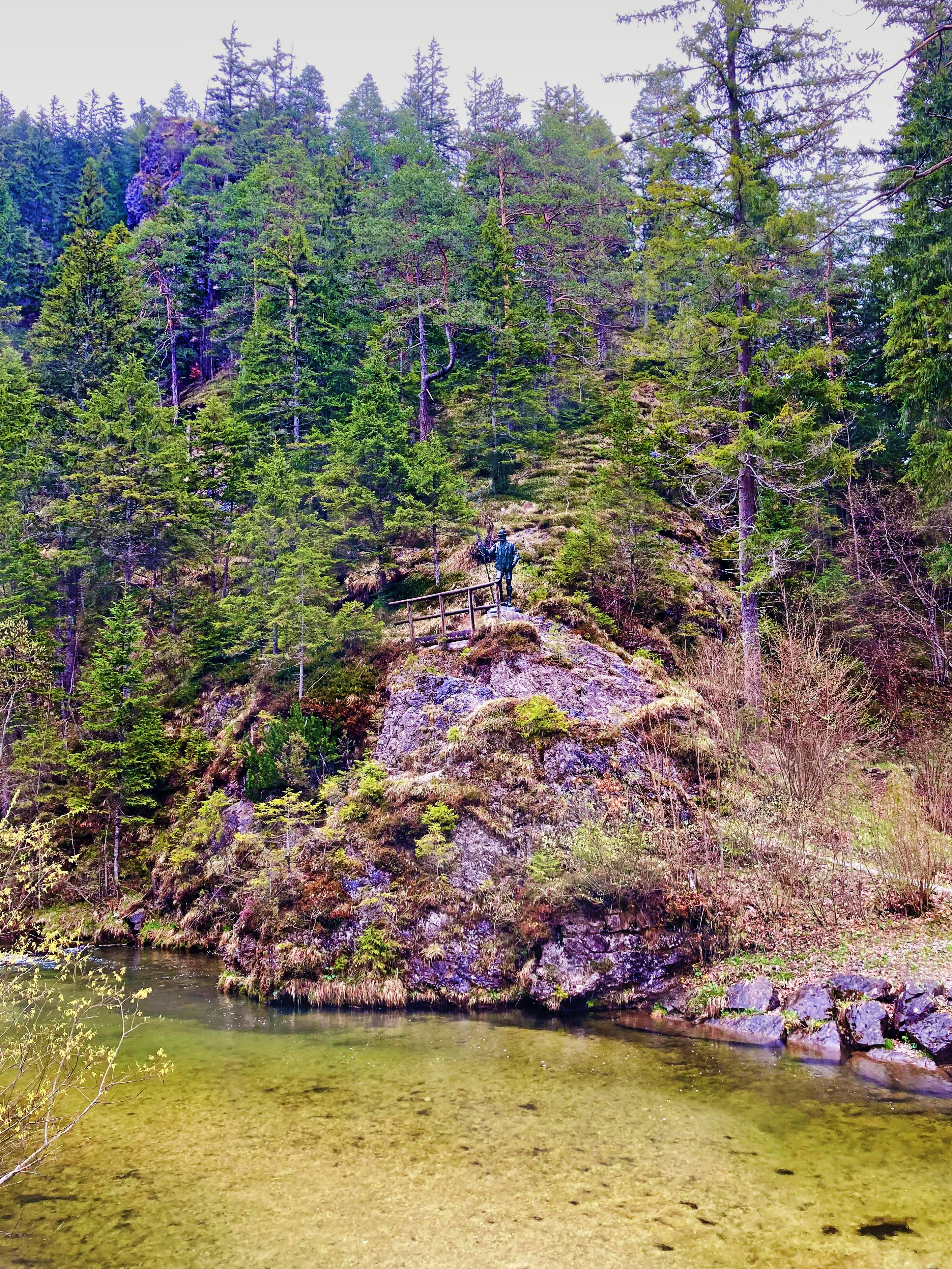
Das Kaiser-Jagdstandbild oberhalb der Walster
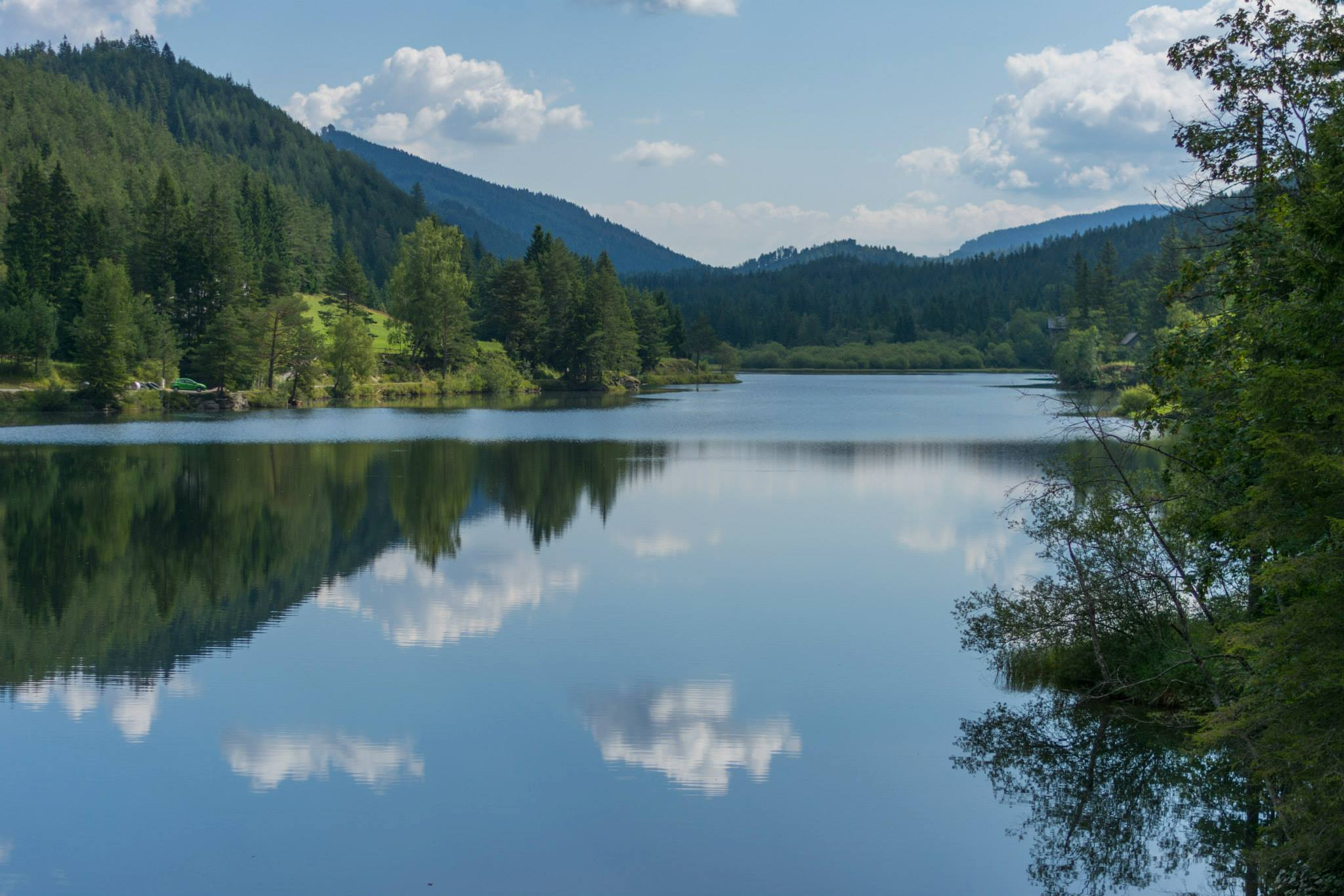
Hubertussee
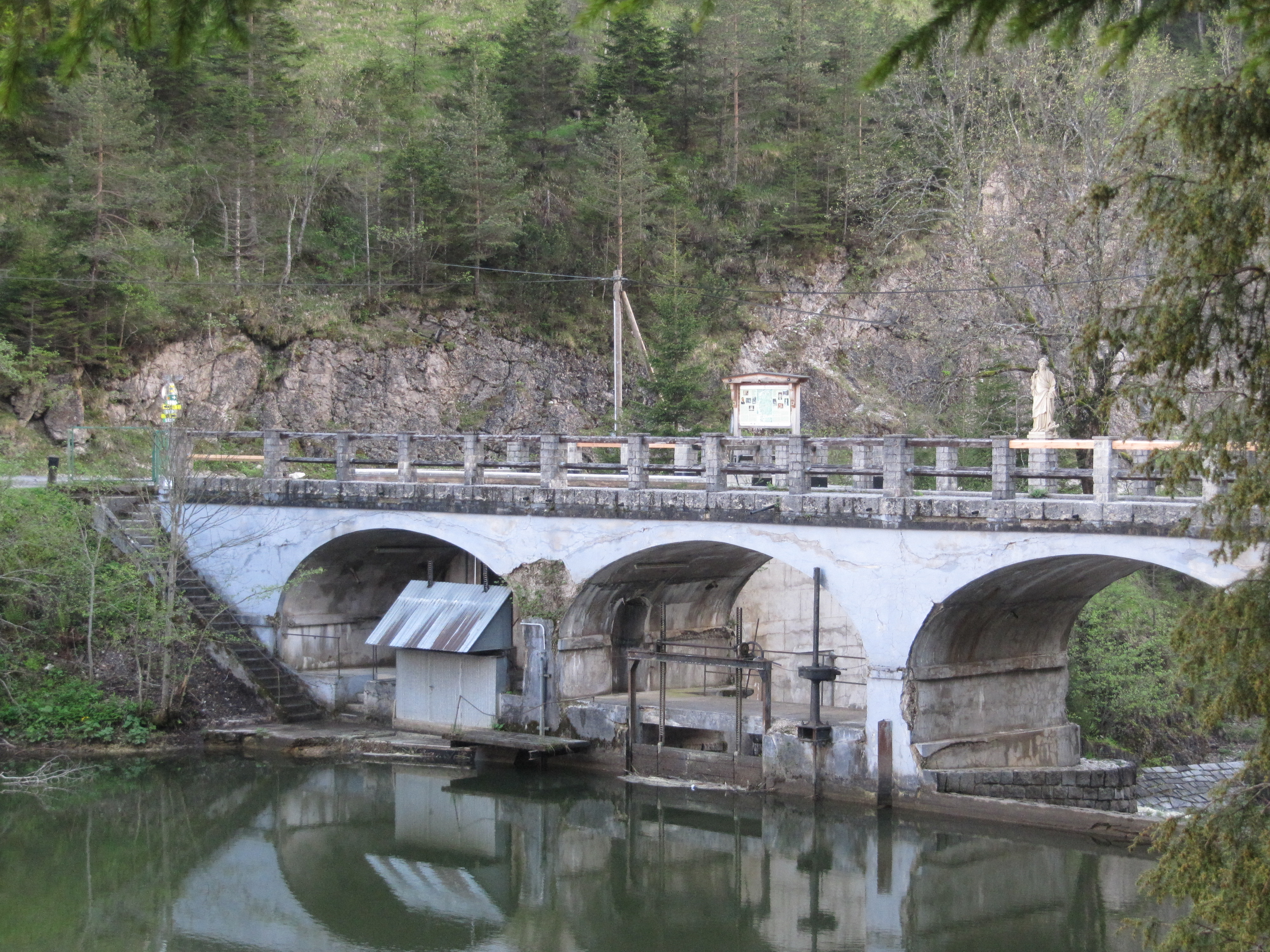
Staumauer des Hubertussees
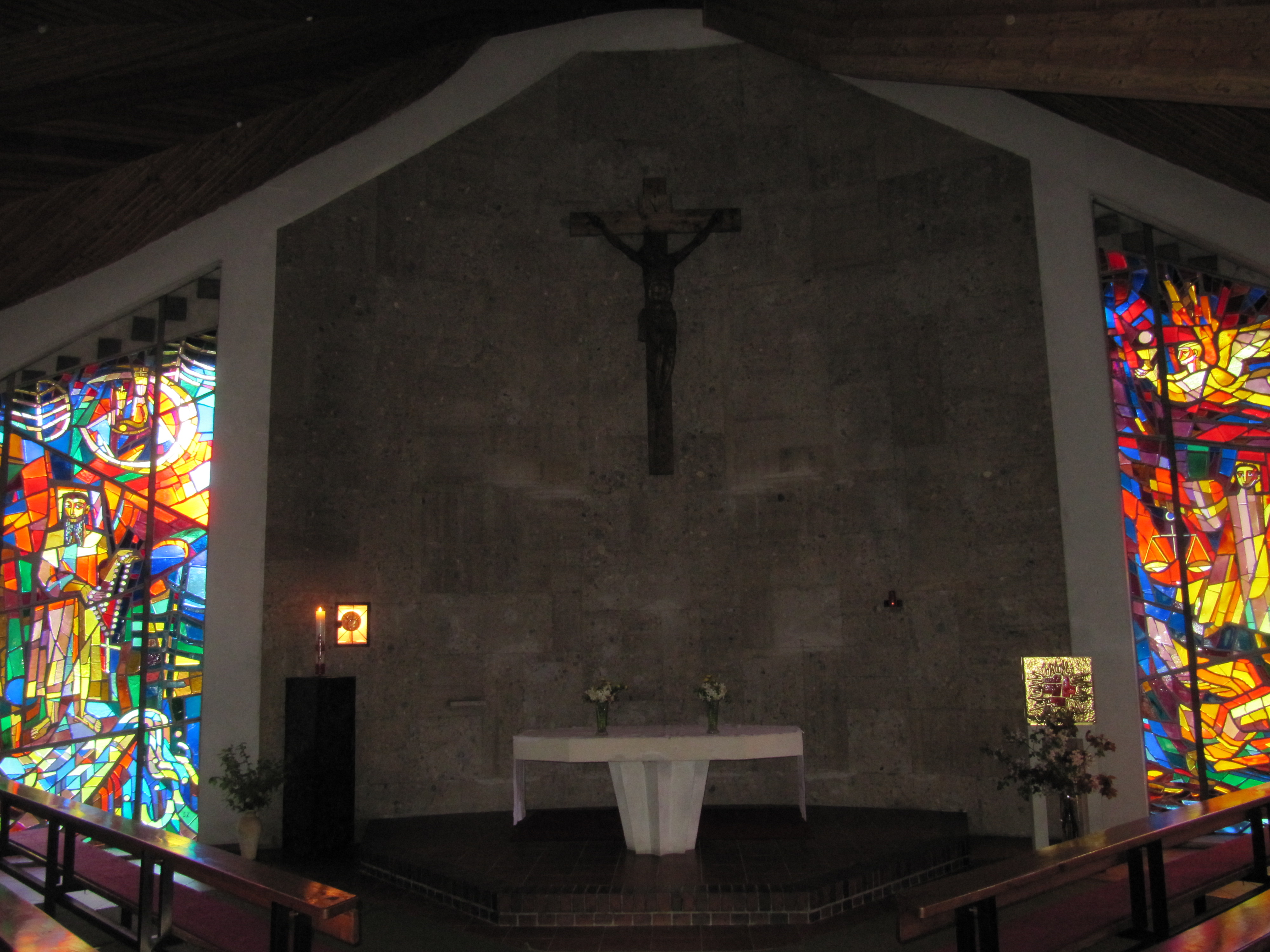
Altar der Bruder Klaus Kirche
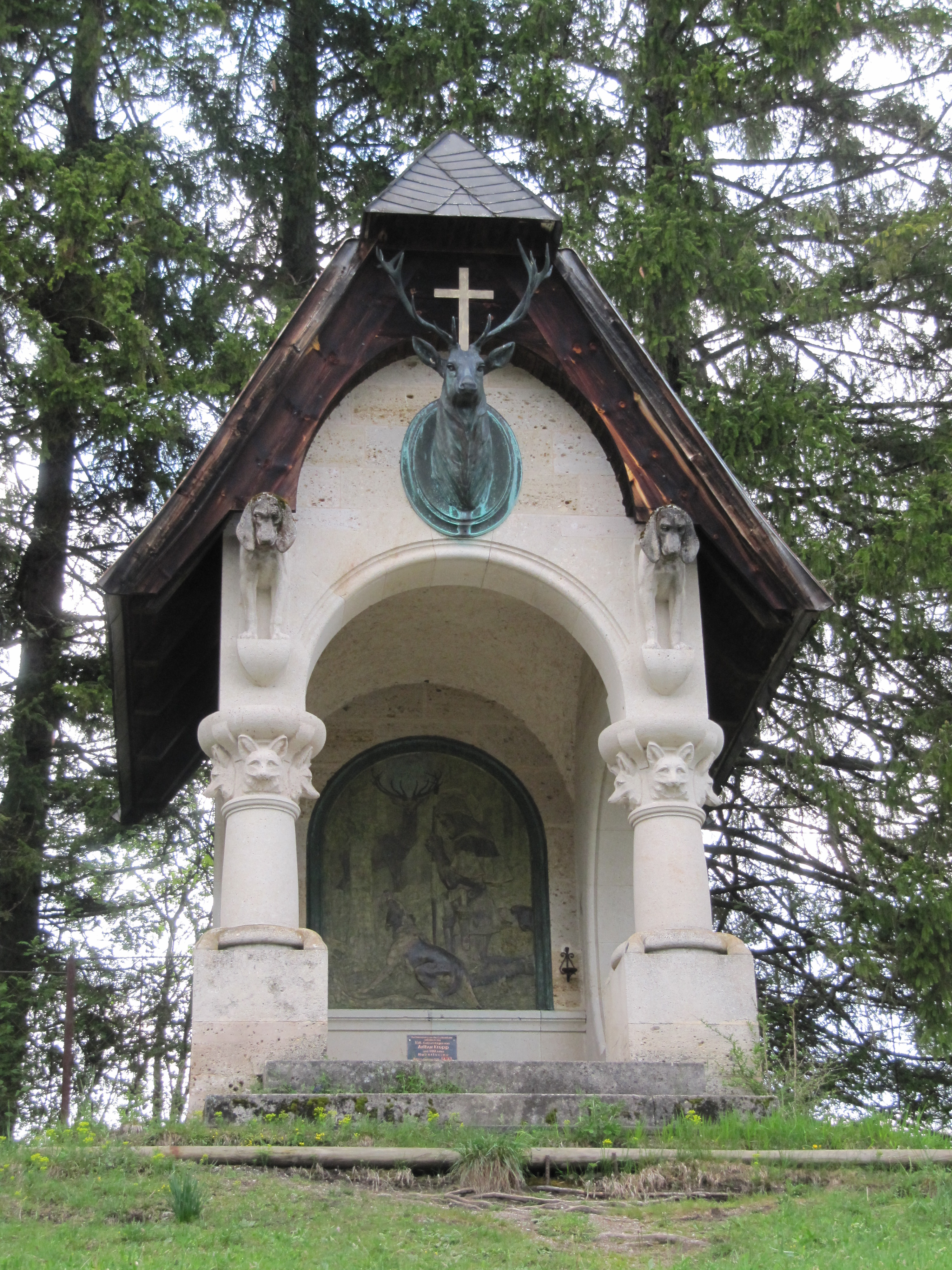
Hubertuskapelle
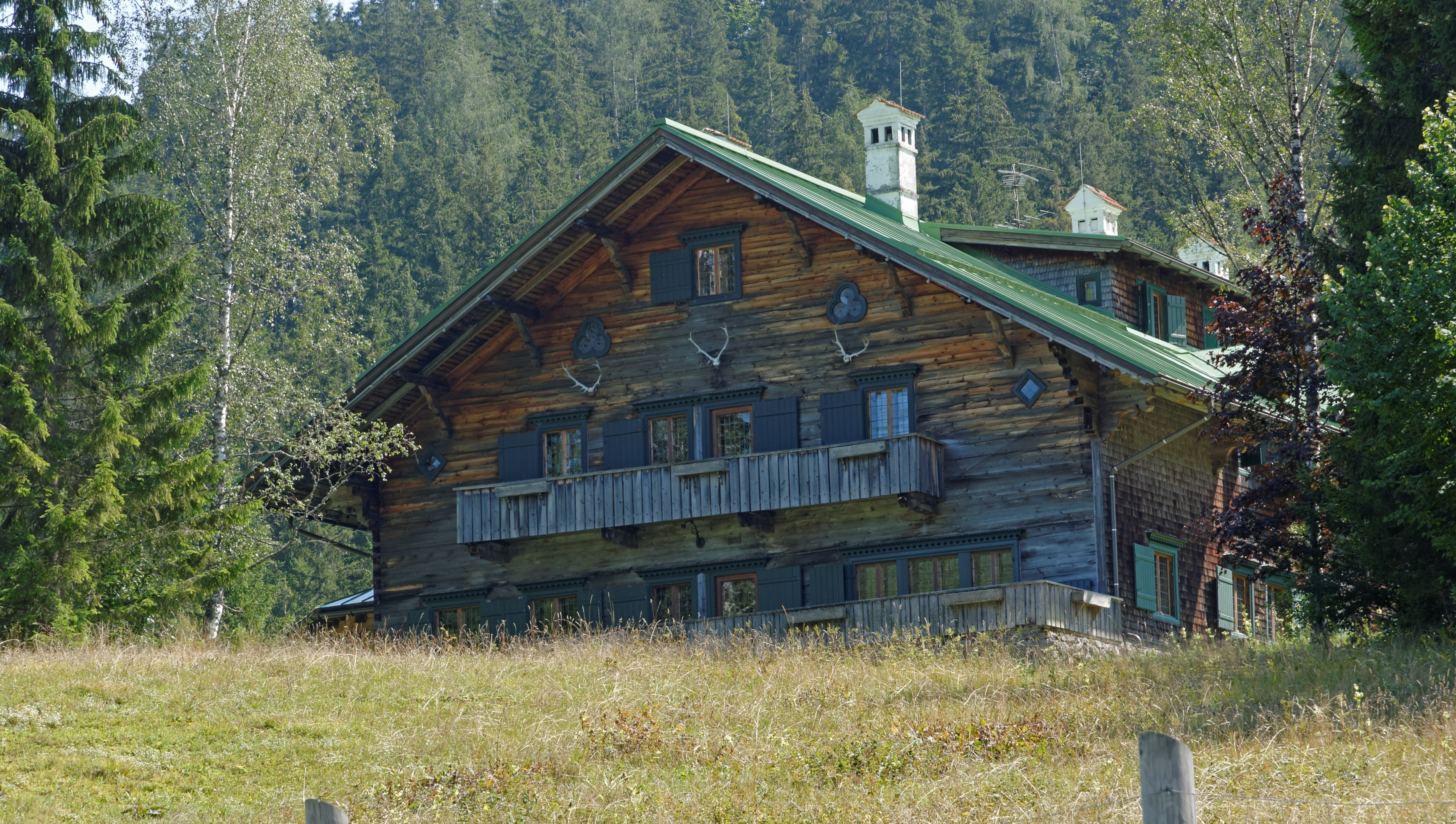
Krupp´sche Jagdvilla